# 塔廷
塔廷是德国石勒苏益格－荷尔斯泰因州的一个市镇。总面积29.49平方公里，总人口946人，其中男性467人，女性479人（2011年12月31日），人口密度32人/平方公里。